# Olympique (rugby à XV, 1897)
Pour les articles homonymes, voir Olympique.
Ne doit pas être confondu avec Olympique (rugby à XV, 1895) ou Red Star Olympique rugby.
Maillots
L'Olympique, tout d'abord connu en tant que Sporting club de Vaugirard, est un club français de rugby à XV fondé en 1897 et situé à Paris. Il disparaît en 1926 après avoir fusionné avec le Red Star Club pour donner naissance au Red Star Olympique.
C'est l'un des plus vieux clubs de rugby en France. Son ascendance est le fruit de la création d'une association sportive scolaire d’un même établissement, ce qui confère au club une histoire singulière dans le rugby français.

## Historique
L'histoire du club commence en mai 1890 avec la création de l'Union athlétique du lycée Michelet (UALM), par G. Couillard, A. Colas, et F. Gaumerais, élèves du lycée Michelet de Vanves, sous l'égide de l'USFSA dont le président Georges de Saint-Clair est nommé président de l'UALM, par les lycéens.
L'initiative de ces lycéens avait été remarquée et félicitée, par Pierre de Coubertin, créateur des Jeux olympiques modernes et grand nom de l'USFSA.
L’Union athlétique du lycée Michelet allait remporter pour sa première participation le jeudi 26 février 1891 le deuxième championnat inter-scolaire de « football rugby » scolaire de l'USFSA en battant successivement le lycée Henri-IV, le lycée Buffon, et en finale l'École alsacienne, favorite pour le titre.
En 1897, les anciens lycéens de Michelet, qui souhaitaient continuer le rugby et profitant de l'élan sportif des Jeux olympiques de 1896, créent un club, sous le nom de Sporting club de Vaugirard dans le 15e arrondissement de Paris.

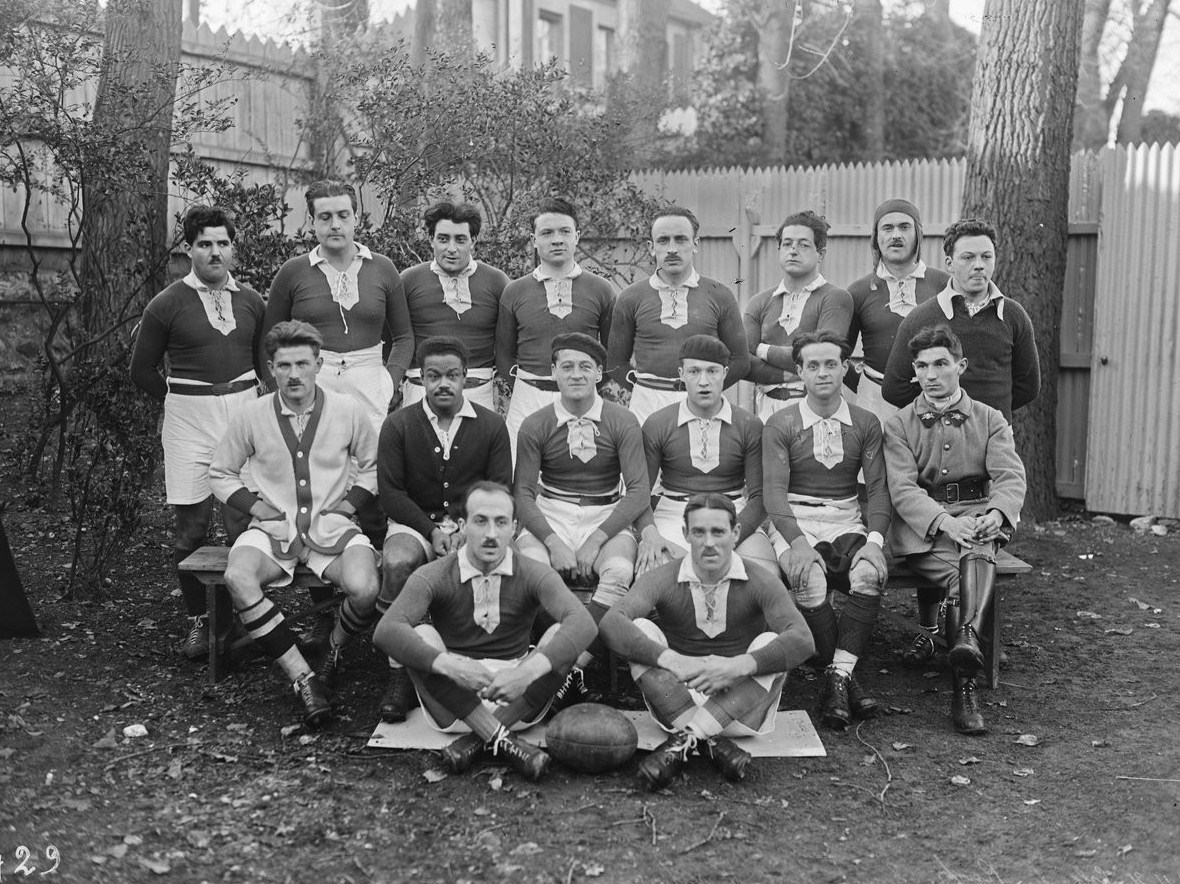
L'équipe de rugby de l'Olympique de Paris le 27 novembre 1921.

La Première Guerre mondiale ayant fait perdre plus de la moitié de l'effectif du SC Vaugirard, l'Olympique absorbe le Sporting club de Vaugirard en 1918Modèle:Ef nec.
Le club participe pendant cinq ans au championnat de France, entre les saisons 1919-1920 et 1923-1924.
À partir de 1926, l'Olympique fusionne avec le Red Star Club, donnant naissance au Red Star Olympique,.

## Joueurs emblématiques

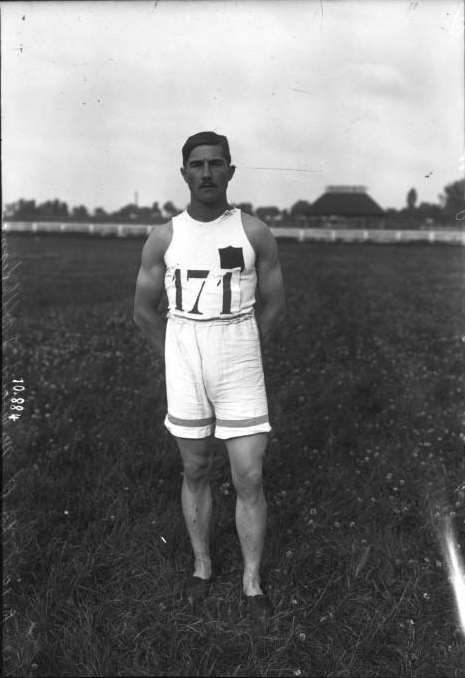
André Francquenelle, trois-quarts centre du SC Vaugirard et du XV de France.

- Robert Bergeyre, centre du SC Vaugirard.
- André Francquenelle, centre du SC Vaugirard et international français entre 1911 et 1913.
- Robert Desvouges, deuxième ligne, il intègrera le Stade français, et participera au tournoi des Cinq Nations de 1914.
- Eugène Soulié, international français entre 1920 et 1922.
- Henri Isaac, arrière du SC Vaugirard puis du Racing club de France, international français entre 1907 et 1908, mort pour la France.